# Schmetterling (Kaninchen)

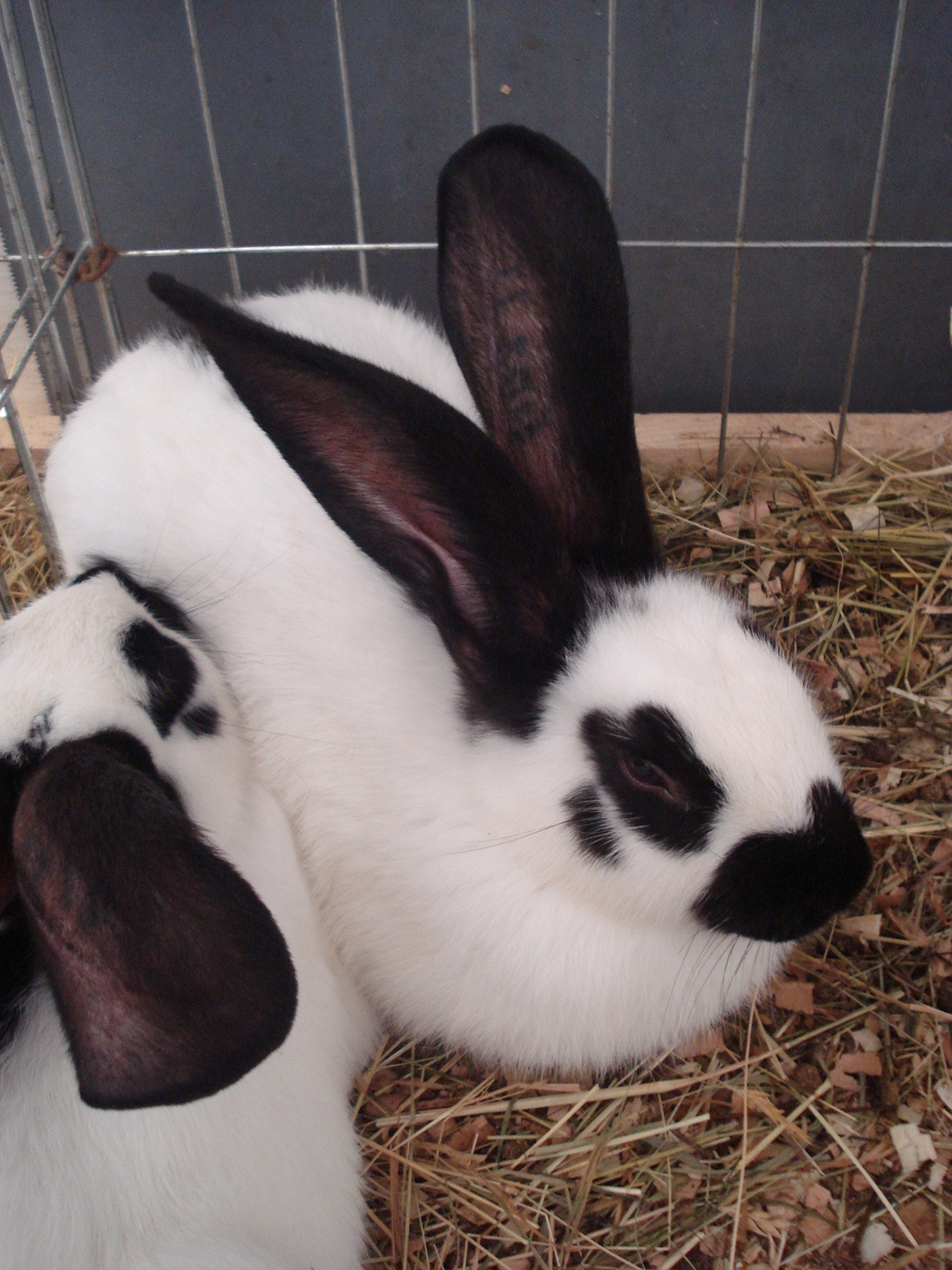
Deutsche Riesenschecke mit typischer Kopfzeichnung

Als Schmetterling wird bei Hauskaninchen, speziell bei Schecken wie der Deutschen Riesenschecke, der Rheinischen Schecke, den Kleinschecken oder der Englischen Schecke, die Fellzeichnung um die Nase bezeichnet.

## Beschreibung
Der Schmetterling bekam seinen Namen, weil er bei optimaler Ausprägung dem gleichnamigen Insekt ähnelt. Die Zeichnungen, die die Flügel darstellen, verlaufen dabei links und rechts der Nase vom Unterkiefer bis auf den Nasenrücken. Eine längliche Färbung auf dem Nasenrücken, der sogenannte Dorn, repräsentiert den Schmetterlingskörper.
Die gezielte Zucht von Schecken mit der typischen Schmetterlingszeichnung begann in Frankreich in der zweiten Hälfte des 19. Jahrhunderts, am Anfang des 20. Jahrhunderts gelangten die ersten Tiere nach Deutschland, wo daraufhin ebenfalls mit Züchtungsversuchen begonnen wurde. Wegen der prägnanten Fellzeichnung wurden die Schecken auch als Schmetterlingskaninchen bezeichnet. Im englischen Sprachraum existiert die Bezeichnung Butterfly Rabbits (deutsch Schmetterlingskaninchen), in Frankreich werden die Schecken Papillon (deutsch Schmetterling) genannt.

## Bewertungskennzeichen
Spätestens seit Beginn des 20. Jahrhunderts wird die Ausprägung des Schmetterlings als Bewertungsmerkmal für Zuchtkaninchen benutzt. Dabei spielen die Gleichmäßigkeit und die scharfe Abgrenzung der Flügel sowie die Ausprägung des Dorns eine Rolle. Nicht den Maßstäben entsprechende Schmetterlinge werden in leichte und schwere Fehler eingeteilt. Zu den leichten Fehlern zählen zum Beispiel gezackte Flügel oder eine unschöne Ausprägung des Dorns; als schwerer Fehler gilt unter anderem ein komplett fehlender Flügel, ein fehlender Dorn oder die fehlende Einfassung des Unterkiefers (sogenannter unvollständiger Schmetterling). Der Schmetterling wird bei der Bewertung gemeinsam mit den Augenringen, den Backenpunkten und der Zeichnung der Löffel als „Kopfzeichnung“ betrachtet.